# Fongafale
Fongafale (también llamado como Fogale o Fagafale) es la capital de los islotes del atolón Funafuti, en Tuvalu. Tiene un área de 2 km², es de forma alargada con una longitud de 12 km y alrededor de 10 a 400 m de ancho, con el océano Pacífico Sur al este y la laguna del atolón al oeste. Dentro del islote existen siete pequeñas lagunas y una península llamada Tengako.
Su población es de 3136 habitantes (en 2002) y posee cuatro villas (que debido al tamaño del islote conforman un área urbana contigua): Alapi (1.024 habitantes), Fakai Fou (1.007 habitantes), Senala (589 habitantes) y Vaiaku (516 habitantes). Este último, ubicado en el extremo sur y occidental del islote es la villa más importante del atolón y se ubican los principales edificios gubernamentales de Tuvalu. También en Vaiaku se ubica el Aeropuerto Internacional de Funafuti, en la zona más ancha del islote, recorriendo de noreste a sudoeste. Solo la empresa Air Fiji ofrece vuelos a Suva, capital de Fiyi.
En Funafuti también se encuentra el único hotel del país, Vaiaku Lagi Hotel, un centro de comunicaciones, una prisión, una estación meteorológica, una estación de bombeo de gasolina, un hospital, el único banco comercial de Tuvalu, la oficina postal general, algunos almacenes, la residencia del Gobernador General y la Cámara de Tuvalu. 
Solo existen cuatro taxis en el islote, por lo que es común el uso de motocicletas.
- Datos: Q731947